# 賠償責任保険
賠償責任保険（ばいしょうせきにんほけん）とは、個人の日常生活、あるいは企業の業務遂行や被保険者が所有・管理する施設が原因となる偶然な事故により、第三者（=Third Party;被保険者以外の者）に対する法律上の賠償責任を負担した場合に、被保険者が被る損害（つまり賠償金の支払や負担する費用）を填補する保険のことである。

## 概要
損害保険の一種であり、特定の物に対する損害ではなく、被保険者が賠償責任を負担する場合には賠償金の支払の原資となる総財産に対する損害を対象としている点、および、被害者という被保険者と保険会社以外の第三者の存在を前提とする点で、火災保険や傷害保険等の他の保険とは大きく異なる特徴がある。
この保険で対象となる法律上の賠償責任の主なものは、民法上の不法行為責任、債務不履行責任（特に、不完全履行における積極的損害）であり、生産物賠償責任保険においては製造物責任法の製造物責任が追加される。また、この保険では、被保険者の故意は普通保険約款で免責とされていることから、被保険者の過失責任を対象としているということができる。なお、被保険者の犯罪に関しては、犯罪を構成する要件が様々であることから、普通保険約款では免責としていない。
自動車保険や、傷害保険の特約などで、対人事故や対物事故での賠償責任をカバーしているものがあるが、今日一般に賠償責任保険という場合には、自動車保険のように独立した保険商品や他の保険商品に付帯する特約は除かれる（自動車保険等を賠償責任保険の一種とする場合は、「広義の賠償責任保険」という）。
<<広義の賠償責任保険>>
広義の賠償責任保険とは、ここでの賠償責任保険のほか第三者に対する賠償責任を対象とする保険一般を指す。以下にその主なものを挙げる。
- 自動車保険（任意保険）
- 自動車損害賠償責任保険（自賠責）
- 運送保険（運送人の荷主に対する責任担保）
- 航空保険（乗客賠償・第三者賠償・貨物賠償）
- 船舶保険（衝突約款）
- 原子力責任保険
- 船客傷害賠償責任保険
- 労災総合保険（使用者賠償）
- 機械保険の賠償責任特約
- 組立保険の賠償責任特約
- 建設工事保険の賠償責任特約
- ボイラ・ターボセット保険の賠償責任特約

## 賠償責任保険の種類
賠償責任保険の種類には、大別すると次のものがある。
1. 個人向け賠償責任保険　（個人賠償責任保険、ゴルファー保険、テニス保険など）
2. 一般企業向け賠償責任保険（施設所有管理者賠償責任保険、請負業者賠償責任保険、生産物賠償責任保険、受託者賠償責任保険など）
3. 特定業務向け賠償責任保険　（自動車管理者賠償責任保険、旅館、LPガス販売、旅行業者、情報サービスなど）
4. 専門職業人賠償責任保険（医師賠償責任保険、公認会計士賠償責任保険、建築家賠償責任保険、弁護士賠償責任保険、司法書士賠償責任保険、宅地建物取引士賠償責任補償制度など）
5. 瑕疵保証責任保険

保険会社は、被保険者が行う事業の種類、対象とする損害などに応じて、多くの保険商品を用意・提供している。
保険会社が販売する主力商品には、個人向けの総合補償商品である個人賠償責任保険と、企業向けの施設所有管理者賠償責任保険、請負業者賠償責任保険、生産物賠償責任保険およびそれらを包含し、まとめて一つの契約でカバーする、企業総合賠償責任保険（Comprehensive/Commercial General Liability;CGL）がある。

## 賠償責任保険の機能
賠償責任保険には以下の機能がある。今後も権利義務観念の普及による賠償意識の高揚、科学技術の発達による新たなリスクの登場、法制度の変更による賠償責任の厳格化や損害額の高額化などにより、賠償責任保険の更なる発展・変容が今後も続くと考えられる。
- 損害填補機能　被保険者は損害賠償金によりその損害が填補される。
- 事業継続機能　企業が社会に有用な財やサービスを提供している場合、その企業が偶然な事故による経済的損失により事業継続不能となることは社会的に好ましくない。この場合に賠償資力の担保として保険の付保が求められる（近年の立法は、市場化の進展により、この機能を重視したものが多い）。
- 権利保護機能　被保険者のために保険会社が被保険者に代わって被害者と直接折衝を行うことができると定めたものがある。
- 被害者保護機能　被保険者が被害者に対して行う賠償金の支払を間接的に担保しており、また、例えば自動車保険など一部の保険では被害者の保険会社との直接交渉権を認めたものがある。

## 契約構成
各保険の共通事項を定める普通保険約款をベースとして、対象とする事故を規定し、損害の範囲、免責事項などを加除修正する特別約款を適用し、更に修正が必要な場合には、特約条項を適用するとされている。また、対象とする業務内容などは「保険証券記載のとおり」とすることで、迅速・大量に締結される契約形態を踏まえ、契約内容が過度に複雑となることを回避している。つまり、約款（普通約款・特別約款）と保険証券とが合わさって1つの保険契約が構成される。なお、普通保険約款には、他人の身体障害・財物損壊が生じた場合の損害を対象とする一般的な「賠償責任保険普通保険約款」ほか、対象とする危険の性質・特性に合わせていくつかの種類がある。
- 賠償責任保険普通保険約款
- 業務過誤賠償責任保険普通保険約款
- 会社役員賠償責任保険普通保険約款
- General Liability Standard Provisions（英文賠償責任保険普通保険約款）

## 被保険者
被保険者（ひほけんしゃ:Insured）とは、一般に、被保険利益（保険事故の発生によって損害を受けた場合に保険契約に基づきその損害が填補されるという利益。被保険利益は保険事故の発生時にあればよく、保険契約締結時に存在することは必要ではない）がある者をいい、物を対象とする火災保険等では、物の所有者や質権者等が被保険者となり、生命保険では、保険事故（死亡・後遺障害・病気・ケガ）の対象となる者をいうが、賠償責任保険においては、賠償責任を負担する可能性がある者をいう。同一の事故で施設の所有者・譲渡担保権者や管理運営者、工事関係者（発注者、受注者（元請業者・下請業者））など複数の者の間に共同不法行為が成立し、それぞれが賠償責任を負担する場合があるので、賠償責任保険では被保険者の特定が重要である。保険期間の中途での被保険者の変更は原則としてできない。
被保険者は保険契約上の地位によって分類することができ、一般的には、告知義務や通知義務の履行義務の有無により、記名被保険者（Named Insured；保険証券の被保険者欄に記名されることからこう呼ばれる。更に一時的記名被保険者と二次的記名被保険者に細分化されることもある）と追加被保険者（Additional Insured；保険対象業務の範囲で細分化されることもある）とに分けることが多い。個人向け賠償責任保険など、被保険者個人の保護に重点を置く保険商品では、約款によって予め被保険者の範囲が規定されることもある。
被保険者が複数となった場合も、通常は填補限度額が被保険者の数だけ増加することはなく、保険証券に記載された填補限度額が適用される（いわゆる「団体契約」の場合を除く）。また、被保険者間の交差責任は原則として填補されない。

## 保険事故
保険事故（ほけんじこ）とは、保険金の支払の対象となる事故のことで、具体的には、普通約款・特別約款において、他人に損害を与えたことや、損害賠償請求を受けたこと、損害の原因となる行為を行ったこと、損害が発見されたこと、更には確定判決で損害額が確定したことなど、保険の性質・特性に応じて定められる。
保険事故と規定できるのは、保険金支払の対象として金銭に見積もることができること、また、保険金詐欺などの犯罪を防ぐために法に適合したもの（例えば、麻薬取引に関する損害は不可である）であることが求められる。

## 保険期間
保険期間（ほけんきかん）は、約款の規定において引用・参照され、それぞれの事項で次のいずれかの意味で用いられるが、そのうちで中心となるのは保険責任期間である。
- 保険契約期間
- 保険責任期間
- 保険料計算期間

保険期間中に普通保険約款・特別約款で定める保険事故が発生した場合に保険金が支払われる。賠償責任保険の保険期間は通常、保険会社の会計年度に合わせることもあり1年間である。賠償責任保険の場合、被保険者が被る可能性のある賠償責任を対象としているので、物を対象とする保険に比べてリスクの変動が大きく、長期契約は適当ではない。短期のイベントに関する保険では1日とか1週間とか短期間となることもある。保険期間が1年を超える長期契約となるのは、長期の工事を対象とする請負業者賠償責任保険などごくわずかなケースに限られる。保険商品によっては、保険期間を中途で延長する「保険期間延長特約」を中途付帯して保険期間を延長したり、モラルリスクを排除するために保険期間が開始しても一定期間（待機期間）中の事故は保険金支払の対象外とする「責任期間限定特約」が結ばれることがある。後者の場合、保険会社が填補責任を負う期間であることを特に明記するため、責任期間が定義されることがある。
保険期間を時間でみると、かつての保険会社の営業終了時間に合わせた慣例により、開始時刻は午後4時、終了時刻も午後4時が原則である（四時-四時約款（よじよじやっかん））。基準時は通常、保険証券発行地となる日本時間となるが、証券適用地域に日本国外を含む場合には、日本標準時を基準とするのか等、保険期間を特定する基準時を予め定める必要がある。

## 損害の範囲
一般的な賠償責任保険（General Liability Insurance;GL）では、他人の生命または身体の障害（Bodily Injury;B.I.）、他人の財物の損壊（Property Damage;P.D.）が生じたために（生じることを条件として）、被保険者が法律上の賠償責任を負担することによって被る損害を対象としている。また、他人の財物の損壊が生じた場合（生じることを前提として）、その財物が使用不能となったことに起因する経済的損失（例えば、上階からの漏水により店舗が汚損し休業した場合の、営業損失）も担保するが、電気・ガス・電話・水道等のユーティリティ施設等の損害が予想される場合には事故の際にトラブルとなることがあり、保険契約締結時に予め協定しておくことが重要である。他方、主として業務過誤を対象とする保険（Erorrs & Ommision Insurance;E&O）や専門職業人賠償責任保険（Professional Indemnity Insurance;PI）では、他人に与えた経済的損害を対象とし、他人の生命または身体の障害、他人の財物の損壊を対象外とするものが多い。

## 保険金の種類
保険金の種類には下記のものがある。大別すると法律上の賠償責任を負担する場合に支払われる損害賠償保険金と、賠償責任を負担する恐れがあれば足り（実際の負担を問わない）、保険会社が承認することで支払われるその他の各種費用保険金に分けられる。一般に、損害賠償保険金以外の費用保険金については、填補限度額の外枠で支払われる（外枠払）が、特約により、損害賠償保険金と合わせて填補限度額内での支払いとする内枠払へ修正することが可能である。なお、保険金の支払先は原則として被保険者であるが、被保険者の指図により、被保険者以外の者（例えば、被害者）に保険会社から直接支払われることもある（指図払）。

### 損害賠償保険金
被保険者が第三者に対して支払うべき損賠賠償金を填補する。

### 費用保険金

#### 求償権保全費用保険金
保険金支払後に保険会社が取得する（保険代位という。）、第三者への求償権を保全するために必要な費用を填補する。

#### 損害防止軽減費用保険金
損害発生後、損害の拡大を防止・軽減するのに必要・有益な費用を填補するが、上記損害賠償保険金に含まれることがほとんどであることと、必要・有益かどうかの判別が損害発生・拡大の時には困難であることから、この保険金が適用される余地は実際上小さい。

#### 争訟費用保険金
訴訟費用、弁護士報酬、仲裁・調停・和解に要する費用などを填補する。争訟費用は、損害賠償金と比較して高額になることがあり、損害賠償金が填補限度額を超える場合には、「填補限度額÷損害賠償保険金」の割合で縮小填補される（外枠比例払）。

#### 協力費用保険金
保険会社が直接被害者と折衝するにあたり、被保険者が協力するために要した費用を填補する。

#### 緊急措置費用保険金
応急手当・護送その他緊急措置に要した費用を填補する。

## 填補限度額
填補限度額（てんぽげんどがく;Limit of Liability;LL）とは、賠償責任保険において損害賠償保険金により被保険者の損害が填補される限度額をいい、例えば、身体障害や財物損壊といった、対象とする事故ごとに保険会社が定める最低基準である基準填補限度額以上で任意に定められる。物の損害を対象とする火災保険などの物保険における保険金額は、保険の目的とする物の価額（保険価額）の大小と比較して、超過保険や全部保険、一部保険といった考え方があるが、賠償責任保険では、予め賠償責任額は確定できない関係上、それら超過保険等の考え方がない。
通常、身体障害に対する賠償責任に関しては、1名あたりおよび1事故あたりの填補限度額が設定され、財物損壊に対する賠償責任に関しては、1事故あたりの填補限度額（Any 0ne Accident;AOA）が設定され、保険期間中に何回事故が起きても填補限度額に変更はない（自動復元方式）が、1回の事故の損害が巨額となる恐れのある生産物賠償責任保険や物保険に近い受託者賠償責任保険などでは、上記に加えて保険期間中の総填補限度額（Aggregate Limit;AGG.）が設定され、保険金支払があると支払時以降の填補限度額は支払われた保険金と同額、減少する（残存保険金額方式）。なお、身体障害と財物損壊のいずれか一方を対象事故とすることも契約上可能である。また、身体障害、財物損壊等の区別なく、保険証券全体での填補限度額である証券総填補限度額（Policy Limit）が設定されることや、特定の事故に対して、填補限度額を通常より低い額（サブリミット;Sub-Limit）とすることがある。
一般に、填補限度額の枠内で被保険者が負担すべき損賠賠償金が填補されるが、例外として、受託者賠償責任保険など、他人から預かった物に関して、その持ち主等に対する賠償責任を填補する保険では、更にその預かった物の時価額が限度となる。

## 免責金額
免責金額（めんせききんがく）とは、保険会社が保険金の支払責任を免れる、つまり「免責」される金額をいい、保険に加入したために被保険者の事故防止に対する注意力が減退する事態を防ぐなど保険会社と被保険者とのリスク分担を適切なものとしたり、一定規模以下の損害について保険金支払の対象外とすることで保険料が高くなることを防ぐために設定される。損害額が免責金額を超える場合に、超過する金額を保険金支払の対象とするディダクタブル方式（Deductible;DED）と、免責金額を超える場合に損害額の全額を支払うフランチャイズ方式（franchise）とがあるが、保険金を得るために免責金額を超えるよう損害額を水増しするような誘因を排除するためにディダクタブル方式とすることがほとんどである。免責金額は一定金額とする場合と、他の保険（第1次保険契約（Underlying Insurance））で支払われる保険金額を控除する上乗せ保険（1次保険の超過損害額を担保）とする場合がある。免責金額を被保険者の側から見れば、被保険者の自己負担額（Retained Limit）あるいは自家保険（Self Insured Retention;S.I.R.）となる。
なお、各種費用保険金に関しては通常、免責金額の適用はない。
上乗せ保険の例としては、「企業包括賠償責任保険（アンブレラ保険）」がある。また、高額な填補限度額の場合、1保険会社でその総額を引き受けることができず、そのため1つの保険契約を填補限度額と免責金額の組合せにより複数に区分し、複層構造を成す契約形態に細分化し、各上乗せ保険を個別に引き受ける場合レイヤー方式がある（上乗せ保険が複数ある場合、第1次保険を1st Layerとし、順次上乗せ保険の免責金額が低い方からそれぞれ、2nd Layer,3rd Layer・・・という）。

## 縮小填補割合
縮小填補割合（しゅくしょうてんぽわりあい）とは、一般に、保険金を計算するにあたって、損害額から免責金額を控除した後の金額に乗じる割合をいう。免責金額は一定の金額や他の保険の填補限度額を保険会社免責とするのに対して、この縮小填補割合は、リスクの一定の割合を保険会社免責とする、つまり被保険者の負担とするものである。この縮小填補割合を設定するのは、保険引受技術上、被保険者に事故防止を努めてもらうためや、保険料を節減するなどの理由による。
なお、類例として、保険会社と被保険者の間ではなく、複数の保険会社間でリスクを分担とする契約形態に共同保険契約がある。

## 免責事由
免責事由（めんせきじゆう）とは、保険会社が保険金の支払を免責される事由をいう。商法では、次の3つを定めている。
- 戦争など異常事態での損害
- 農作物の腐敗や機械の摩損など、予測可能で偶然な事故によるとは言えない損害
- 放火など故意に事故を起こしたり、重過失によって生じた損害

ここで重過失とは、例えば「電力会社から漏電の可能性を再三指摘されたにもかかわらず修理しなかった」「ダンボール箱の近くに火のついたタバコを放置した」の例が挙げられる。
賠償責任保険での主な免責事由には、被保険者の故意など偶然性に欠けるもの（注：偶然性があることは損害保険の前提である）、損害額が巨額となるおそれがあるもの（例えば、自然災害）、施設所有管理者賠償責任保険における自動車の所有・使用・管理に関する免責など、自動車保険が独自商品としてある関係上、商品間の整理を行うために敢えて免責としているものなどがある。以下に代表的なものを挙げるが、以下に掲げるほか各保険商品で加除修正が行われる。なお、「重過失」は商法の規定にかかわらず、賠償責任保険普通保険約款では基本的には免責とはせず、各保険を構成する特別約款の規定に委ねている。

### 主な免責事由
- 被保険者の故意
- 地震・津波・噴火
- 戦争・テロ
- 被保険者が所有・使用・管理する財物が損壊した場合に、その財物の持ち主等に対する賠償
- 環境汚染（ただし、急激・偶然に生じたものを除く）
- 損害賠償に関して約束した契約条項（Indemnity Agreement）により生じる損害賠償責任（ただし、そうした約定がなくても当然に生じる賠償責任は除く）
- 保険料領収前の事故　　　　　など

## 保険料
賠償責任保険の保険料は、各商品・各保険会社ごとに異なるものの、一般に、次の計算式（あるいは考え方）で求められる。つまり、保険金額×保険料率＝保険料といった単純な計算式ではなく、対象とするリスクや補償条件によって複雑なものとなっている。なお、2006年4月の保険業法改正により保険料を構成する付加率が自由化されたことを受けて、下記に米国のPremium Discount Rate（保険料の実額に応じた割引制度）を追加することが可能となった。
賠償責任保険料＝保険料算出のための基礎数値×基本保険料×（填補限度額変更係数－免責金額変更係数）×補償範囲変更係数×危険度係数
ここでいう、
保険料算出のための基礎数値とは、施設の面積や施設への入場者数など、契約の実態に応じ、危険の度合いに影響を与えると考えられる諸要素のうち、最も適切なものとして保険会社が採用するものをいう。保険料の確定精算に使用するための適切な数値として、危険度係数と別建てとなっているが本来は危険度係数の一種である。例えば生産物賠償責任保険では、保険料算出の基礎に「売上高」を採用しながらも規模による経済効果を重視した「売上高による逓減計算式」を導入して、売上高の増加に伴う危険度の増加は逓減的として基本保険料に対する乗数を補正している。
基本保険料とは、補償の最小単位となる填補限度額と免責金額の組合せ（例えば、身体障害1名につき、填補限度額50万円、免責金額1,000円）に対し、損害発生率（頻度；Frequency）や1事故損害額（Damage）などの統計データに基づき保険数理で求めた上記基礎数値に対応する保険料をいう。
填補限度額変更係数とは、上記基本填補限度額（例では50万円）を変更する場合に乗ずる係数をいう。通常、高額の損害が発生する頻度は比較的少ないので、填補限度額の増額に対して比例的ではなく、逓減的である。
免責金額変更係数とは、上記基本免責金額（例では1,000円）を変更する場合に乗ずる係数である。上記計算式で、填補限度額変更係数からカッコ内でマイナスとなっているのは、免責金額は自家保険の側面もあり、自家保険部分を控除する意味合いもあるからである。なお、免責金額変更係数も、填補限度額変更係数と同様に、増額に対して比例的ではなく、逓減的である。
補償範囲変更係数とは、基本補償を拡張・縮減する場合に用いる係数をいう。
危険度係数とは、補償範囲変更係数以外の、被保険者等の危険度に応じて適用する係数をいう。リスクを複数の要素に分解することが可能な場合には、この危険度係数は更に複数に細分化した危険度係数の乗算・除算により構成し、同一のリスク要素内の大小に関しては、各ポイントごとの得点を加算・減算して求めたりすることが一般的な考え方であるが、それをリスク・マトリックス表として構成したり、各保険会社は保険商品ごとに工夫をこらしている。

### 概算保険料
概算保険料（がいさんほけんりょう）とは、保険料算出のための基礎数値が対応する保険期間中の施設への入場者数など、変動が予想されるものである場合に、保険契約締結時の見込みに基づき、概算で支払われる保険料のことをいう。保険期間終了後に、基礎数値の確定値に基づき確定保険料を算出し、確定保険料と概算保険料との差額を保険契約者と保険会社との間で精算する（確定精算という）。
また、保険商品によっては、概算保険料としつつ、一定の条件（例えば、概算保険料を毎年、前年の会計帳簿に基づき算定する、概算保険料と確定保険料の差が一定の範囲内（例えば±5％以内））のもと、保険期間終了時には確定精算を行わないとする特約が結ばれることがある。

### 最低保険料
最低保険料（さいていほけんりょう）とは、保険会社が受け取るべき保険料の最低額をいう。保険会社が引き受ける危険あるいは保険会社経費、保険料算出の基礎数値の変動といった諸要素を参考に定額（例えば、10,000円）あるいは定率（例えば、暫定保険料の80％）で定められることがある。

## 重複保険契約の取り扱い
重複保険契約である場合、つまり、同一の危険に対して複数の保険契約で保険金が支払われる場合、それぞれ他の保険契約がないとして計算した保険金が按分して支払われる（独立責任額按分方式）のが通常であるが、他の保険を優先して適用し自らはその上乗せ契約として填補責任を負うとするものもある（他保険優先払方式）。なお、他保険優先払方式の保険契約同士については、独立責任額按分方式の計算方法が準用される。

## 証券適用地域
証券適用地域（しょうけんてきようちいき;Policy Territory）は、担保地域（保険で担保する地域）ともいい、対象とする保険事故の発生地域をいう。原則として、保険契約に関しては保険業法上の付保規制があるため、日本国内で保険事故が発生する事故を対象とする。例外として、海外PL保険では証券適用地域を原則として海外としており（契約ごとに指定し、保険料にも反映される）、会社役員賠償責任保険（Directors & Officers Insurance;D&O）は原則として全世界を証券適用地域としている。
付保規制（ふほきせい）とは、①自国産業の育成、②自国内保険市場の秩序維持（保険契約者保護）、③外国為替管理政策、等を目的として、各国の国内法規により、無免許外国保険事業者に対する保険付保を禁止または制限しているものをいう。

## 準拠法
準拠法（じゅんきょほう）とは、被保険者と第三者との関係、つまり、第三者に対する責任の有無や、保険契約者・被保険者と保険会社との関係、つまり、填補責任の範囲や免責事由など保険金支払に関する事項や保険会社による解除の有効性など、保険契約を解釈するにあたって用いられる法をいう。日本で締結される保険契約の場合、通常は、被保険者－第三者、保険契約者・被保険者－保険会社の関係の如何をいずれかを問わず、保険会社の所在国である日本国の法が指定される。指定の効果は、具体的には、「法律上の賠償責任」でいう「法律」は日本国の法とされ、不法行為責任においては日本国の民法が適用され、故意・過失と損害との間に相当因果関係が求められるなどの形で表れる。ちなみに受託者賠償責任保険では、預かり主に対する責任に関しては、日本国以外の法を適用する余地があるが、実務上は行われていない。日本国の法が指定された場合、例えば、米国の外国人不法行為請求権法は適用されない。

## 管轄裁判所
管轄裁判所（かんかつさいばんしょ）とは、保険契約に関して保険契約者や被保険者と保険会社との間に訴訟が生じた場合に、どこの裁判所とするかについて指定された裁判所をいう。通常は、保険会社の本店が東京にある実情を踏まえ、東京地方裁判所が指定される。特約あるいは特約書により、仲裁条項が別途規定されることがある。